# Stictonaclia zygaenoides
Stictonaclia zygaenoides är en fjärilsart som beskrevs av Paul Mabille 1884. Stictonaclia zygaenoides ingår i släktet Stictonaclia och familjen björnspinnare. Inga underarter finns listade i Catalogue of Life.